# Polygala longicaulis
Polygala longicaulis är en jungfrulinsväxtart som beskrevs av Carl Sigismund Kunth. Polygala longicaulis ingår i släktet jungfrulinssläktet, och familjen jungfrulinsväxter. Inga underarter finns listade i Catalogue of Life.

## Bildgalleri

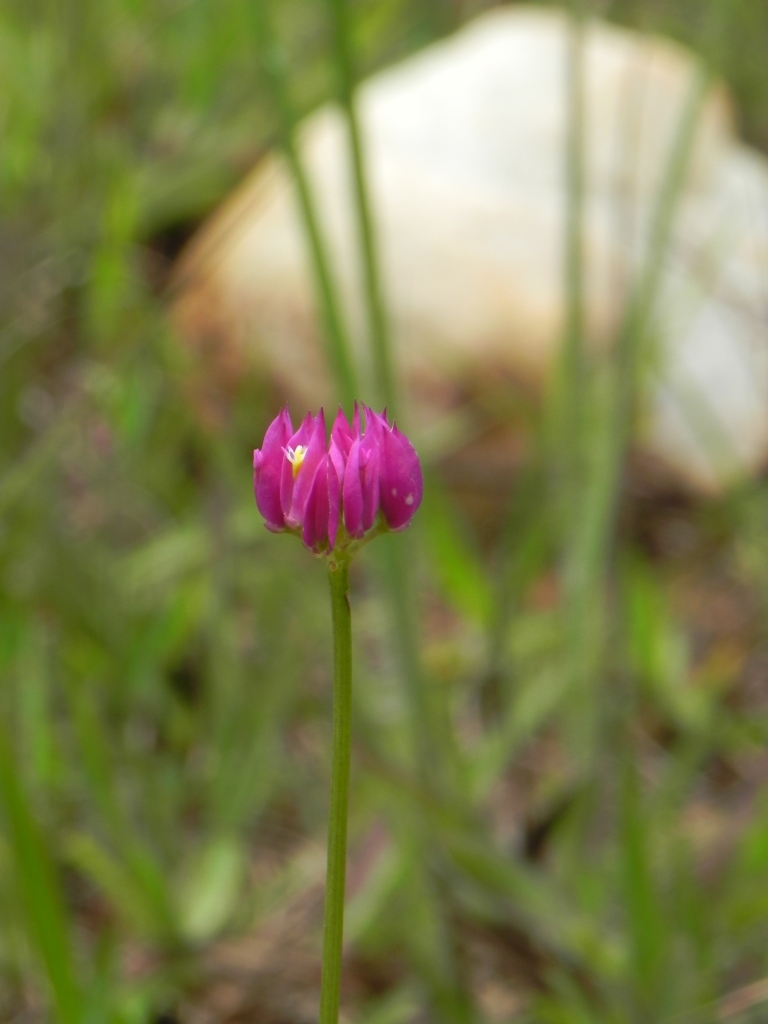
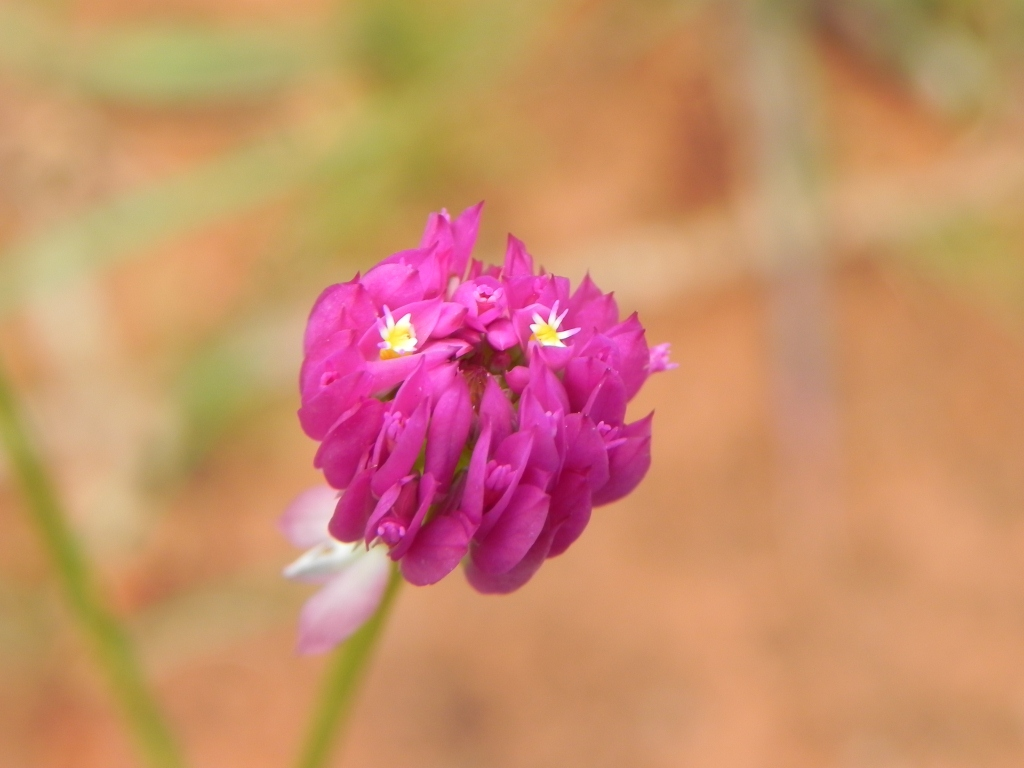
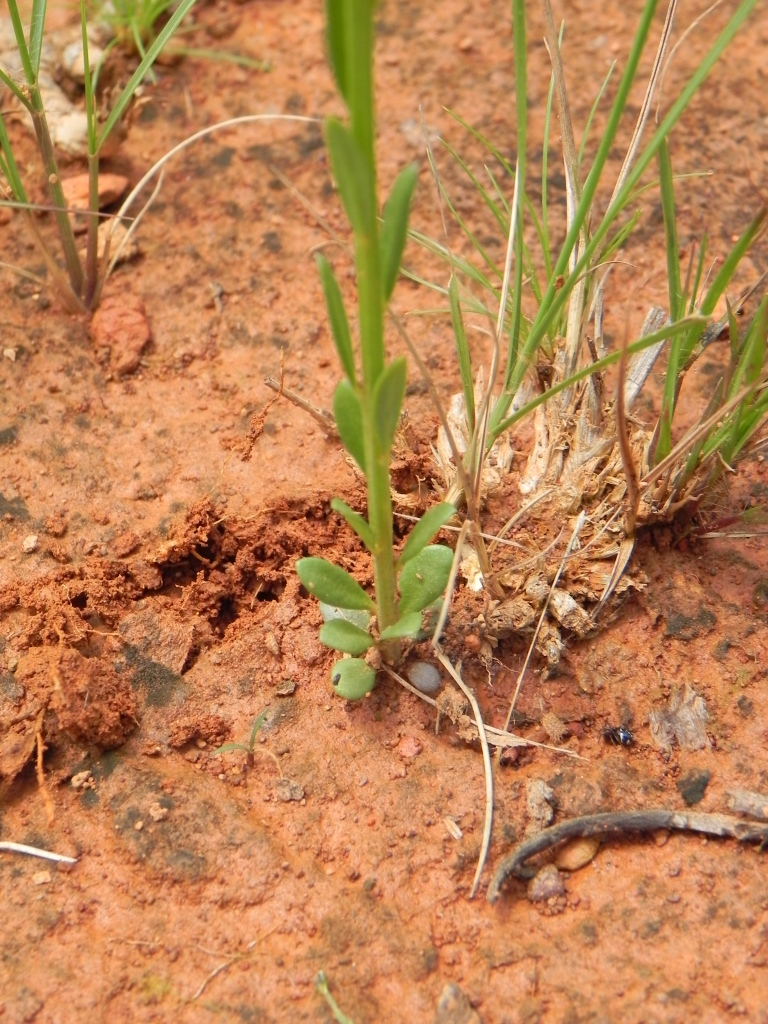
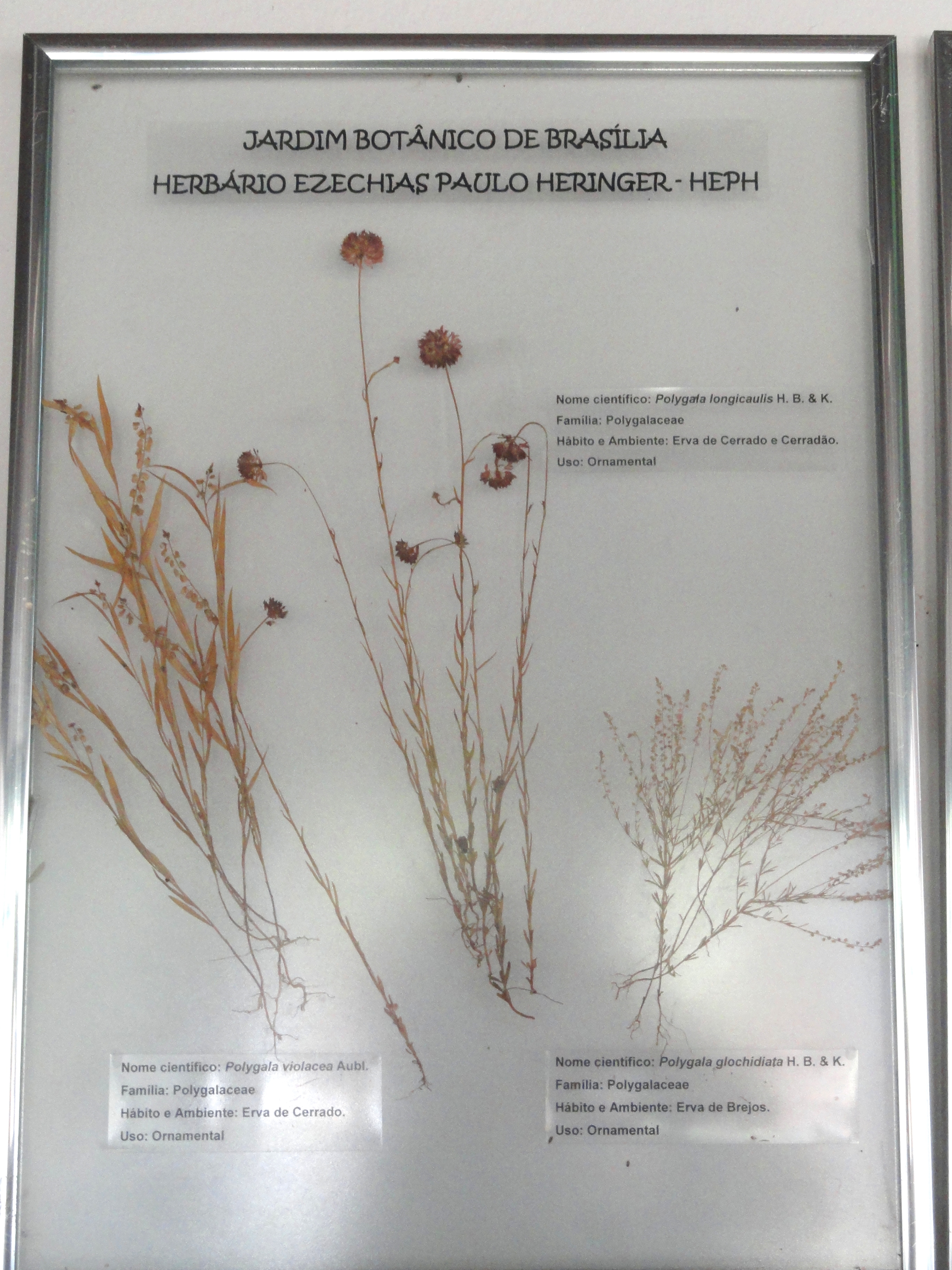